# Constitución de Serbia
La Constitución de la República de Serbia (en serbio: Устав Републике Србије / Ustav Republike Srbije) es la actual constitución de la República de Serbia. Entró en vigor el 8 de noviembre de 2006 luego de ser adoptado el texto el 30 de septiembre de ese año. Reemplazó la constitución del 2003. Es también conocida como Constitución de Mitrovdan (en serbio: Митровдански устав / Mitrovdanski ustav). La adopción de una nueva constitución se hizo necesaria en 2006 cuando Serbia se independizó después de la secesión de Montenegro y la disolución de Serbia y Montenegro.
El texto propuesto de la constitución fue aprobado por la Asamblea Nacional de Serbia el 30 de septiembre de 2006 y sometido a referéndum que se celebró del 28 al 29 de octubre de 2006. Después de que el 53,04% del electorado apoyara la constitución propuesta, se aprobó oficialmente el 8 de noviembre de 2006.
La Constitución contiene un preámbulo, 206 artículos, 11 partes y ninguna enmienda.
Entre otros dice que considera a Kosovo y Metohija como parte íntegra de su territorio aunque de facto esta región funciona como un estado autónomo. Define a Serbia como un estado independiente con garantías de los derechos humanos incluidos los de las minorías y la prohibición de la clonación humana y la pena capital y garantiza la protección de los derechos de la propiedad intelectual.